# ザ・土曜天国
『ザ・土曜天国』（ザ・どようてんごく）は、CBCラジオで2012年3月31日から2017年3月25日まで毎週土曜日に放送されていたワイド番組。

## 概要
前番組『土曜天国 ぴかラジ』の後継番組で、土曜日の午後をみんなでゆったりした時間を過ごせるよう、井戸端会議的ほのぼのラジオ番組。
不定期に公開生放送を行う場合もあった（2014年 - 2017年は高速道路のサービスエリアで行われていた）。
2017年3月25日をもって放送終了。

## 出演者
- 平野裕加里（放送開始 - 2017年3月25日）
- 沢朋宏（2014年3月29日 - 2017年3月25日）

### 過去の出演者
- 永岡歩（2012年3月31日 - 2014年3月22日）

## 放送時間
いずれもJST。
- 毎週土曜日 12:20 - 16:00（2016年10月1日から2017年3月25日まで）
  - 『CBCドラゴンズサタデー』がある場合は短縮放送となる。

### 過去の放送時間
- 毎週土曜日 12:30 - 16:45（2016年3月26日まで）
- 毎週土曜日 12:20 - 16:45（2016年4月2日から同年9月24日まで）

## コーナー
- らんらんランキング - リクエスト、CD売り上げなどを元に計算した、番組オリジナルの邦楽をランキングで解説、紹介するコーナー。
- びんびんリクエスト -　頭文字が〇〇で始まるアーティストの曲を毎週テーマを決めてリスナーからのリクエストで紹介するコーナー。

### 過去のコーナー
- ウチイチメニュー（提供：江崎グリコ2段熟カレー） - 我が家の一押しメニューや記念日にしか登場しない裏メニューなど、ラジオのリスナーからの秘蔵レシピを紹介するコーナー。

### 内包番組
- キラママcafe

| CBCラジオ 土曜日昼のワイド番組(2012年4月31日 - 2017年3月) | CBCラジオ 土曜日昼のワイド番組(2012年4月31日 - 2017年3月) | CBCラジオ 土曜日昼のワイド番組(2012年4月31日 - 2017年3月)     |
| 前番組                                                    | 番組名                                                    | 次番組                                                        |
| --------------------------------------------------------- | --------------------------------------------------------- | ------------------------------------------------------------- |
| 土曜天国 ぴかラジ - ※13:00-16:45                          | ザ・土曜天国                                              | 若狭敬一のスポ音 - ※12:20 - 16:45 - 日曜16:30 - 18:45から移動 |